# Désoxycytidine triphosphate
La désoxycytidine triphosphate (dCTP) est un désoxyribonucléotide précurseur de l'ADN constitué de résidus de cytosine et de 2-désoxyribose lié à un groupe triphosphate. Son ribonucléotide correspondant est la cytidine triphosphate.